# هنزل آراکلیان
هنزل آراکلیان (ارمنی: Հենզել Առաքելյան؛ زادهٔ ۲ نوامبر ۱۹۴۶) یک  سیاستمدار اهل ارمنستان است که از تاریخ ۱۹۹۰ تا تاریخ ۱۹۹۵ سمت نمایندگی دوره اول شورای عالی جمهوری ارمنستان را برعهده داشت.

## زندگی‌نامه
در ۲ نوامبر ۱۹۴۶ در ارمنستان به دنیا آمد . 